# École nationale supérieure de techniques avancées Bretagne
La École nationale supérieure de techniques avancées Bretagne (también conocida como ENSTA Bretagne) es una escuela de ingenieros de Francia. 
Está ubicado en Brest. También es miembro de la conferencia de grandes écoles. Forma principalmente ingenieros generalistas de muy alto nivel, destinados principalmente para el empleo en las empresas.

## Diplomado ENSTA Bretagne
En Francia, para llegar a ser ingeniero, se puede seguir la fórmula "dos más tres", que está compuesta de dos años de estudio de alto nivel científico (las clases preparatorias) y tres años científico-técnicos en una de las Grandes Ecoles de ingenieros. El acceso a éstas se realiza, al final de las clases preparatorias, a través de un concurso muy selectivo. Entre los concursos más exigentes se encuentra el que da acceso a las Ecole des Mines, que permite la entrada a la ENSTA Bretagne. 
- Master Ingénieur ENSTA Bretagne
- Master of Science &  PhD Doctorado
- Mastères Spécialisés
- Mooc.[3]

## Tesis doctoralENSTA Bretagne
Laboratorio y Doctorados de investigación
- Laboratorio Arquitectura naval;[4]
- Laboratorio Arquitectura vehículos ;
- Laboratorio Modelado mecánico ;
- Laboratorio Ingeniería y gestión de la organización ;
- Laboratorio Hidrografía , Oceanografía ;
- Laboratorio Pirotecnia , Propulsión ;
- Laboratorio Sistemas embebidos ;
- Laboratorio Energías marinas  renovables.